# 유효일
유효일(劉孝一)은  대한민국 제34대 국방부 차관이다.
2004년 8월 30일 ~ 2005년 5월 27일까지 대한민국 제34대 국방부 차관을 지냈다.
5.18 광주민주화운동 당시 진압군의 대대장 경력이 있어 사퇴압력을 받고 사퇴함